# Mademoiselle Vendredi
Pour plus de détails, voir Fiche technique et Distribution.
Mademoiselle Vendredi (Teresa Venerdì en italien) est un film italien réalisé par Vittorio De Sica (d'après le roman de l'écrivain hongrois Rudolf Török), sorti en 1941.

## Synopsis
Criblé de dettes, ruiné par son ancienne maîtresse, un jeune pédiatre, le charmant et incompétent docteur Pietro Vignali, n'a pas d'autre choix que d'accepter un poste d’inspecteur sanitaire dans un orphelinat de jeunes filles… Il tombe rapidement amoureux d'une orpheline, Teresa Venerdì, qui le pousse à provoquer la rupture avec sa maîtresse...

## Fiche technique
Source : IMDb, sauf mention contraire
- Titre original : Teresa Venerdi
- Titre français : Mademoiselle Vendredi
- Réalisation : Vittorio De Sica
- Scénario : Vittorio De Sica Gherardo Gherardi, Margherita Maglione, Franco Riganti, d'après le roman de l'écrivain hongrois Rudolf Török
- Direction artistique : Mario Rappini
- Décors : Ottavio Scotti
- Photographie : Vincenzo Seratrice
- Montage : Mario Bonotti
- Musique : Renzo Rossellini
- Sociétés de production : Alleanza Cinematografica Italiana (A.C.I.), Europa Film
- Sociétés de distribution : Italie : Alleanza Cinematografica Italiana (A.C.I.), France : Francinex
- Pays d'origine : Royaume d'Italie
- Format : Noir et blanc - 35 mm - 1,37:1
- Genre : comédie dramatique[1]
- Durée : 92 minutes[2]
- Lieu du tournage : Cinecittà Studios, Rome
- Date de sortie :
  - Royaume d'Italie : 24 novembre 1941
  - France : 24 février 1943

## Distribution
- Vittorio De Sica : le docteur Pietro Vignali
- Adriana Benetti : Teresa Venerdi
- Irasema Dilian : Lilli Passalacqua
- Guglielmo Barnabo : Agostino Passalacqua
- Olga Vittoria Gentilli : Rosa Passalacqua
- Anna Magnani : Maddalena Tentini / Loretta Prima
- Elvira Betrone : la directrice
- Giuditta Rissone : L'istutrice Anna
- Virgilio Riento : Antonio
- Annibale Betrone : Umberto Vignali
- Nico Pepe : le docteur Pasquale Grosso